# Urban (companie)
Urban Râmnicu Vâlcea este o companie de salubritate din România.
A fost înființată în anul 1995, prin desprinderea serviciului de salubritate din cadrul Regiei de Gospodărire Comunală RAESA - Râmnicu Vâlcea.
Compania își desfășoară activitatea în 10 județe și a înregistrat în anul 2008 o cifră de afaceri de aproximativ 83 milioane de euro.